# Carcarínids

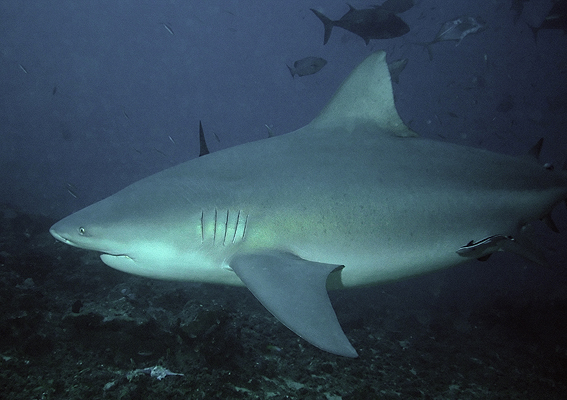
Carcharhinus leucas fotografiat a Fidji.

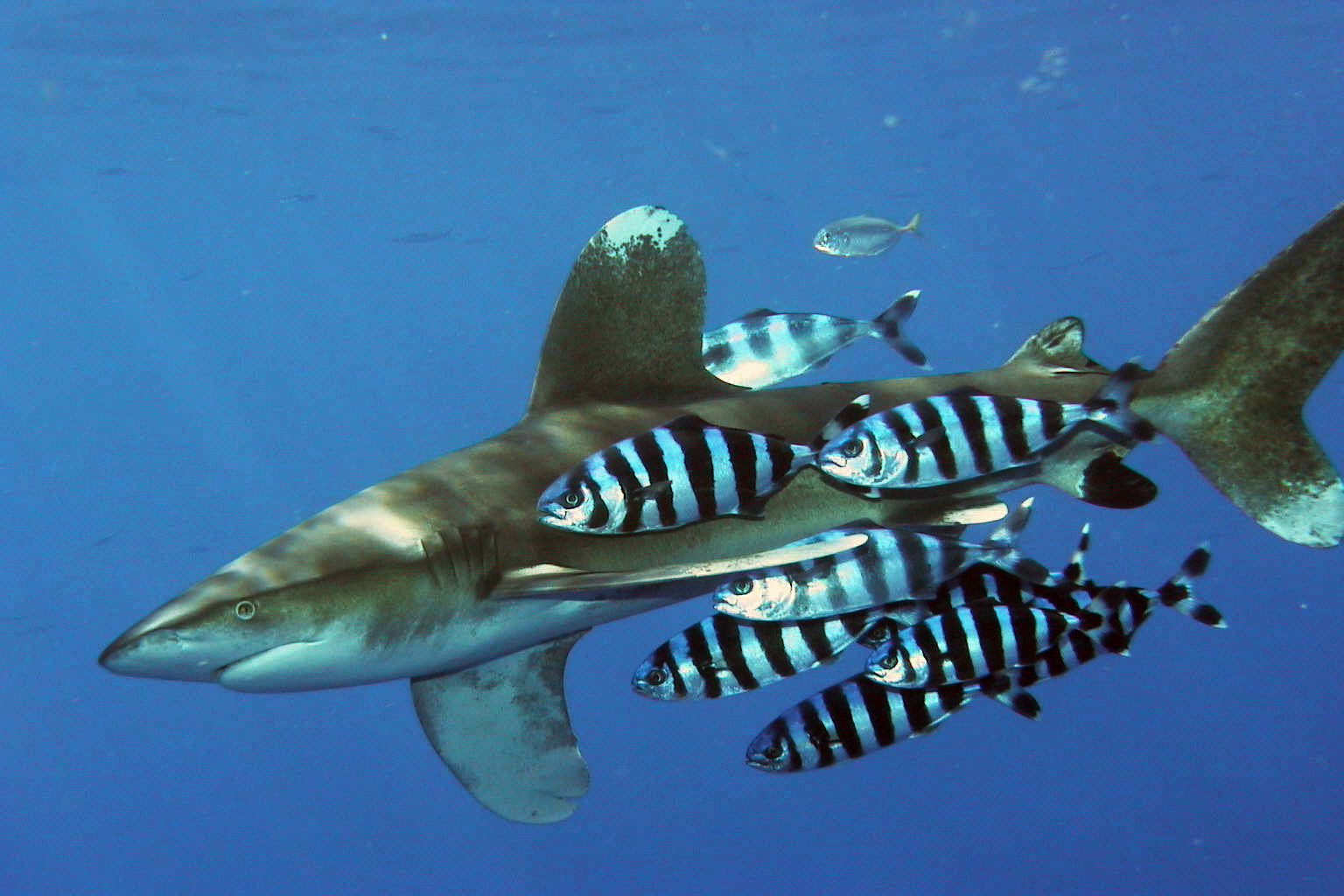
Tauró de mans llargues (Carcharhinus longimanus) encerclat per un banc de vairons (Naucrates ductor) fotografiat a Egipte.

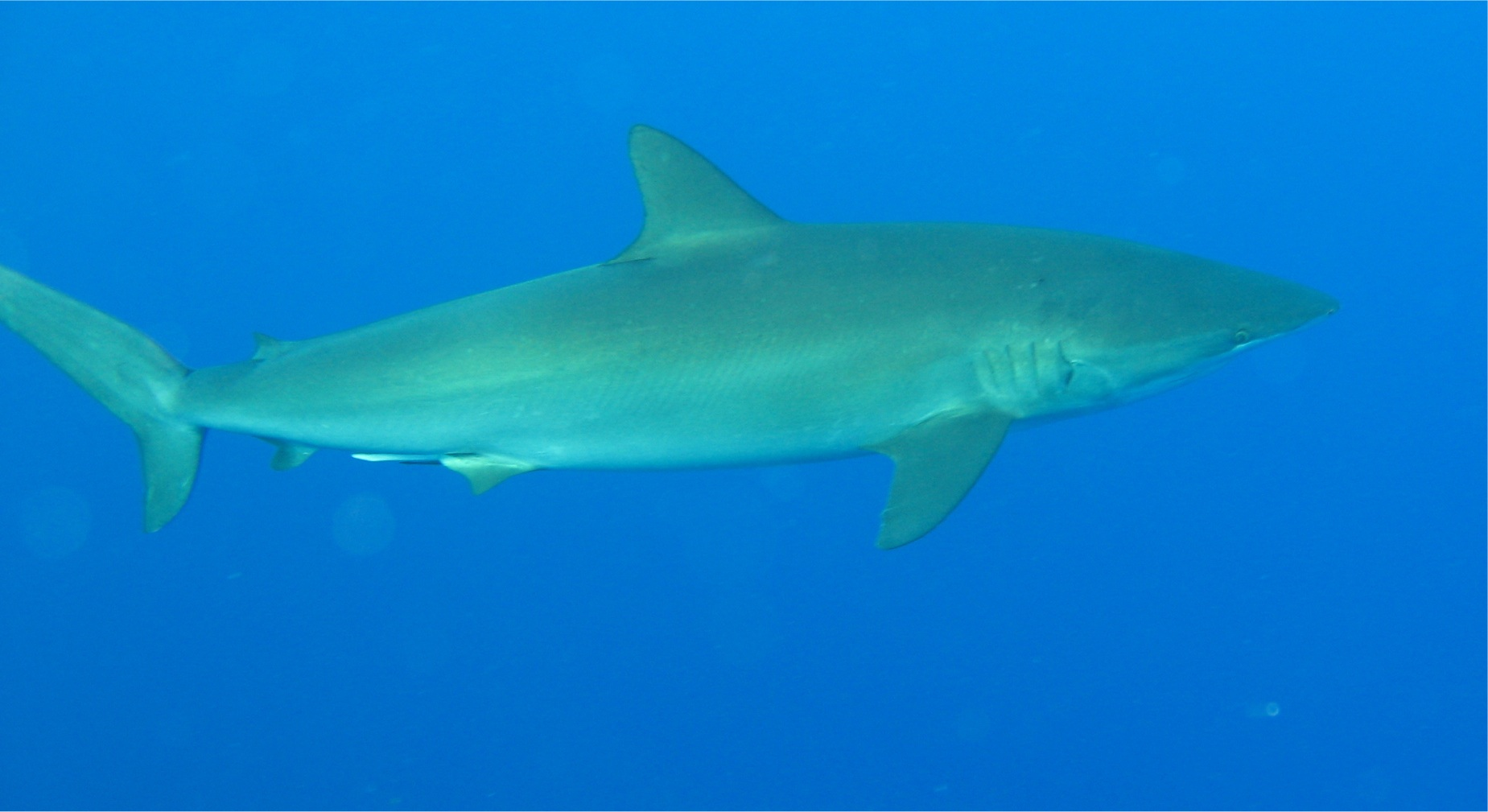
Tauró sedós (Carcharhinus falciformis) fotografiat a la costa egípcia de la Mar Roja.

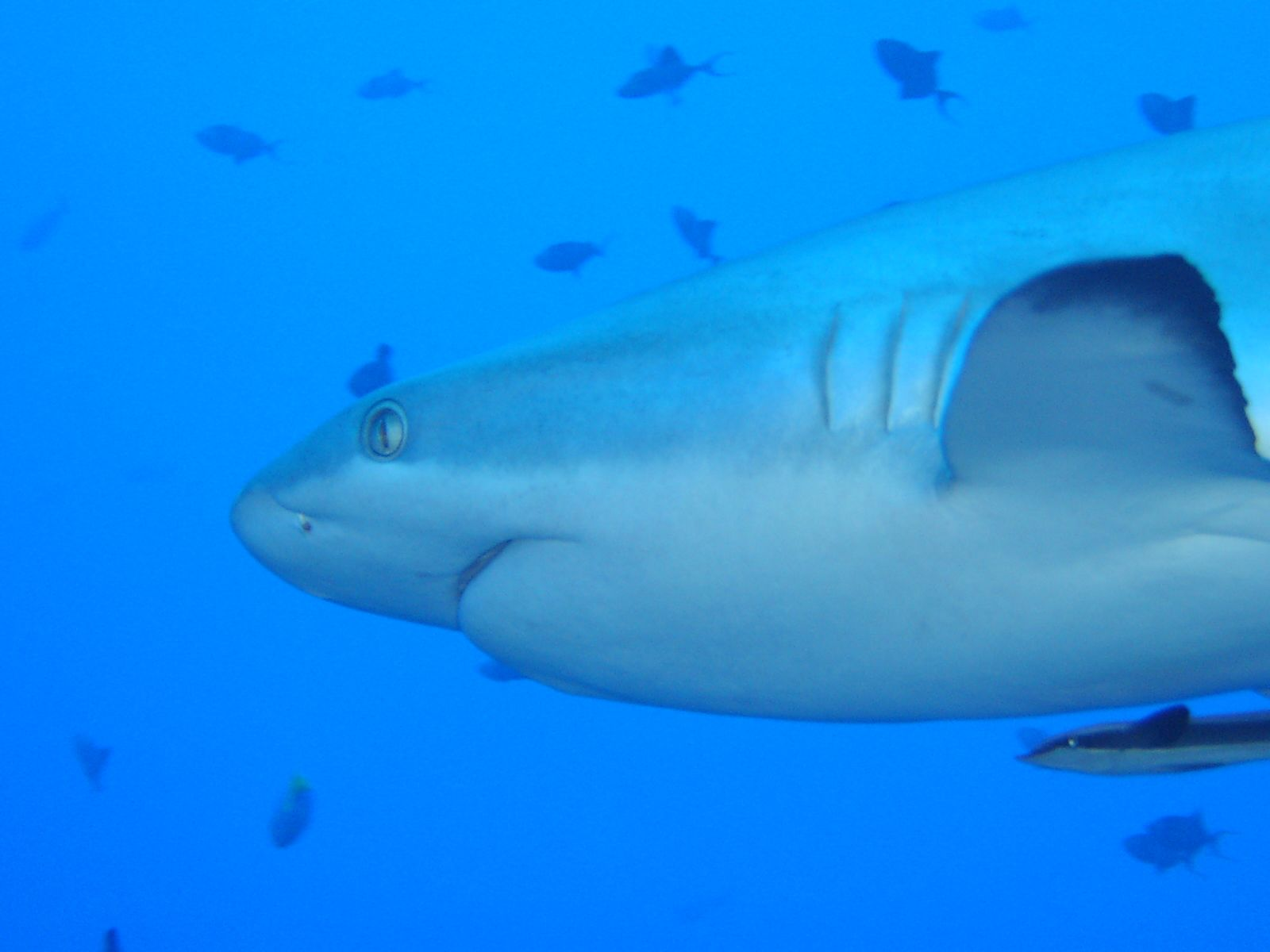
Tauró de cua negre (Carcharhinus amblyrhynchos) fotografiat a Palau.

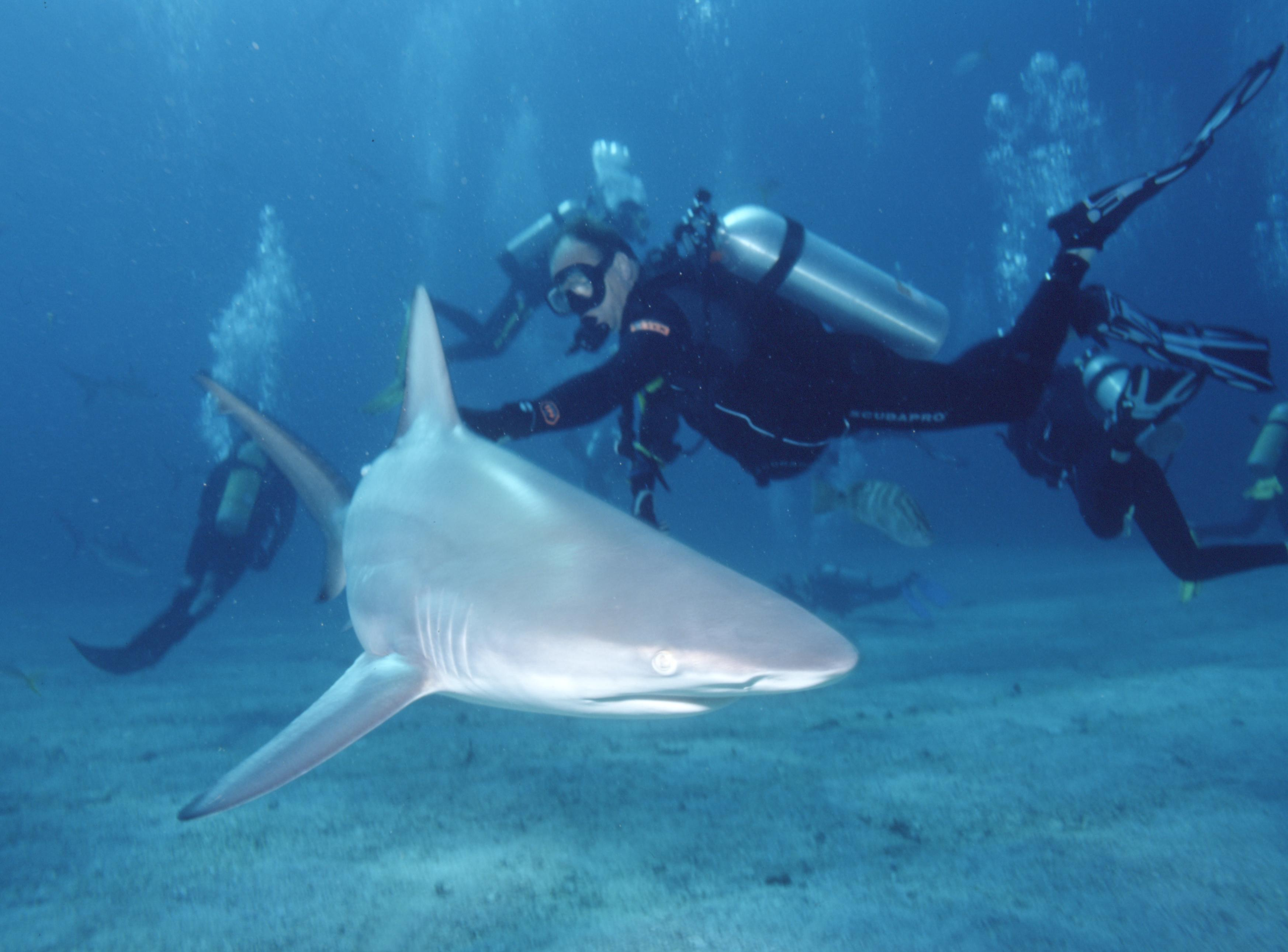
Tauró de puntes negres (Carcharhinus limbatus) fotografiat a les Bahames.

Els carcarínids (Carcharhinidae) són una família de taurons de l'ordre dels carcariniformes. Conté nombroses espècies, algunes perilloses per als humans.

## Morfologia
- Presenten un cos cilíndric i la forma típica de tauró.
- El cap i la boca (amb gran nombre de dents) són amples.
- Els ulls són rodons i presenten la membrana nictitant ben desenvolupada.[1]

## Hàbitat
Són pelàgics d'aigües càlides i temperades però també n'hi ha espècies costaneres.

## Costums
Són molt actius i grans nedadors i, per això, cada vegada es capturen amb més freqüència a la pesca esportiva.

## Gèneresiespècies
- Gènere Carcharhinus (Blainvile, 1816)[2]
  - Carcharhinus acronotus[3]
  - Carcharhinus albimarginatus[4]
  - Carcharhinus altimus[5]
  - Carcharhinus amblyrhynchoides[6]
  - Carcharhinus amblyrhynchos[7]
  - Carcharhinus amboinensis[8]
  - Carcharhinus borneensis[9]
  - Carcharhinus brachyurus[10]
  - Carcharhinus brevipinna[8]
  - Carcharhinus cautus[11]
  - Carcharhinus dussumieri[8]
  - Carcharhinus falciformis[8]
  - Carcharhinus fitzroyensis
  - Carcharhinus galapagensis
  - Carcharhinus hemiodon
  - Carcharhinus isodon
  - Carcharhinus leiodon
  - Carcharhinus leucas
  - Carcharhinus limbatus
  - Carcharhinus longimanus
  - Carcharhinus macloti
  - Carcharhinus melanopterus
  - Carcharhinus obscurus
  - Carcharhinus perezi
  - Carcharhinus plumbeus
  - Carcharhinus porosus
  - Carcharhinus sealei
  - Carcharhinus signatus
  - Carcharhinus sorrah
  - Carcharhinus tilsoni[12]
- Gènere Galeocerdo (Müller & Henle, 1837)[13]
  - Galeocerdo cuvier
- Gènere Glyphis (Agassiz, 1843)[14]
  - Glyphis gangeticus
  - Glyphis glyphis
  - Glyphis siamensis
- Gènere Isogomphodon (Gill, 1862)[15]
  - Isogomphodon oxyrhynchus
- Gènere Isurus (Gill, 1862)[15]
  - Isurus oxyrhynchus
- Gènere Lamiopsis (Gill, 1862)[15]
  - Lamiopsis temmincki
- Gènere Loxodon (Müller & Henle, 1838)[16]
  - Loxodon macrorhinus
- Gènere Nasolamia (Compagno & Garrick, 1983)[17]
  - Nasolamia velox
- Gènere Negaprion (Whitley, 1940)[18]
  - Negaprion acutidens
  - Negaprion brevirostris
- Gènere Physogaleus (Cappetta, 1980)† 
  - Physogaleus aduncus (Agassiz, 1843) †
  - Physogaleus americanus (Case, 1994) †
  - Physogaleus aralensis †
  - Physogaleus cappetti (Koslov) †
  - Physogaleus fischeuri (Joleaud, 1912) †
  - Physogaleus latecuspidatus (Müller, 1999) †
  - Physogaleus latus (Storms, 1894) †
  - Physogaleus rosehillensis (Case & Borodin, 2000) †
  - Physogaleus secundus (Winkler, 1974) †
  - Physogaleus springeri †
  - Physogaleus tertius (Winkler, 1874) †
- Gènere Prionace (Cantor, 1849)[19]
  - Prionace glauca
- Gènere Rhizoprionodon (Whitley, 1929)[20]
  - Rhizoprionodon acutus
  - Rhizoprionodon fischeuri †
  - Rhizoprionodon lalandei
  - Rhizoprionodon longurio
  - Rhizoprionodon oligolinx
  - Rhizoprionodon porosus
  - Rhizoprionodon taylori
  - Rhizoprionodon terraenovae
- Gènere Scoliodon (Müller & Henle, 1837)[21]
  - Scoliodon laticaudus
- Gènere Triaenodon (Müller & Henle, 1837)[22]
  - Triaenodon obesus[23][24][25][26]